# پنگوئن کاییکا
پنگوئن کاییکا (در زبان مائوری به معنای «خورنده ماهی») گونه‌ای منقرض‌شده از پنگوئن‌های بنیادین است که در نهشته‌های ائوسن پیشین (زیرعصر وایپاوان-مانگاوراپان) در جنوب کانتربری، نیوزیلند زندگی می‌کردند. این فقط از روی یک استخوان بازو شناخته شده است. این فسیل در سال ۱۹۹۸ توسط دکتر فیلیپ ماکسول، دیرینه‌شناس و چینه‌شناس، از سازند کاورو در حوضه کانتربری، نزدیک رودخانه وایهائو، کشف شد. این گونه نخستین بار توسط ایوان فوردایس و دنیل توماس در سال ۲۰۱۱ نام‌گذاری شد و گونه خاص آن پنگوئن کاییکای ماکسولی است. کاییکا یکی از کهن‌ترین پنگوئن‌های شناخته شده است.